# NGC 7118
NGC 7118 ist eine linsenförmige Galaxie vom Hubble-Typ E-S0 im Sternbild Kranich am Südsternhimmel. Sie ist schätzungsweise 227 Millionen Lichtjahre von der Milchstraße entfernt.
Das Objekt wurde am 30. September 1834 von John Herschel entdeckt.